# Connarus griffonianus
Connarus griffonianus är en tvåhjärtbladig växtart som beskrevs av Henri Ernest Baillon. Connarus griffonianus ingår i släktet Connarus och familjen Connaraceae. Inga underarter finns listade i Catalogue of Life.